# Zarzecze (przystanek kolejowy w województwie małopolskim)
Zarzecze – przystanek osobowy w Zarzeczu, w województwie małopolskim, w Polsce.

## Ruch pasażerski
| Rok  | Wymiana pasażerska na dobę |
| ---- | -------------------------- |
| 2017 | 10-19                      |
| 2018 | 10-19                      |
| 2019 | 20-49                      |
| 2020 | 20-49                      |
| 2021 | 20-49                      |
| 2022 | 50-99                      |
| 2023 | 50-99                      |

Kasa biletowa jest nieczynna a budynek stacji przeznaczono na mieszkania. Tory w pobliżu stacji zostały wymienione na bezstykowe.